# Désertification en Afrique

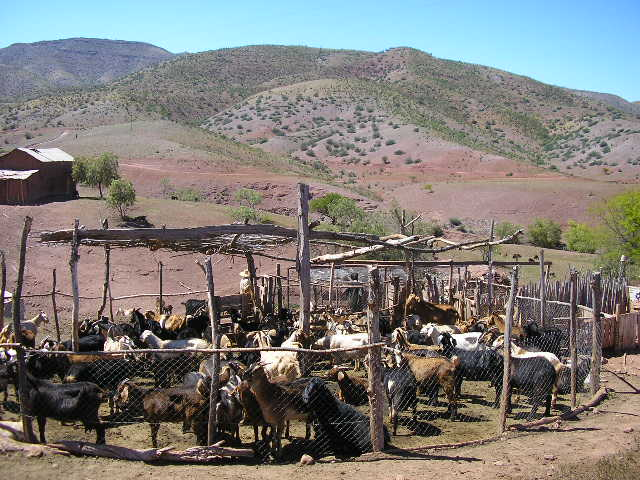
Une image montrant un paysage aride et sec avec des fissures au sol, indiquant la désertification en Afrique.

La désertification en Afrique est une préoccupation environnementale urgente qui constitue une menace importante pour les moyens de subsistance de millions de personnes qui dépendent de la terre pour leur subsistance . Les causes de la désertification sont une combinaison de facteurs naturels et humains, le changement climatique aggravant le problème. Malgré cela, il existe une idée fausse commune selon laquelle la désertification en Afrique est uniquement le résultat de causes naturelles telles que le changement climatique et l'érosion des sols. En réalité, les activités humaines telles que la déforestation, le surpâturage et les pratiques agricoles non durables contribuent de manière significative au problème. Une autre idée fausse est que la désertification est irréversible et que les terres dégradées resteront à jamais des friches stériles. Cependant, il est possible de restaurer des terres dégradées grâce à des pratiques de gestion durable des terres comme le reboisement et la conservation des sols.

## Histoire
Le terme «désertification» est le plus souvent associé aux travaux du botaniste français André Aubréville sur les forêts tropicales africaines en 1949, bien qu'une recherche affirme qu'il pourrait remonter à l'Afrique du Nord coloniale française du XIXe siècle. Le Comité d’Études a commandé une recherche pour étudier la croissance préhistorique du désert du Sahara, qui a certainement été causée par des événements naturels à l'époque. Le phénomène existe depuis des milliers d'années en Afrique et n'est pas nouveau. Cependant, à mesure que les populations ont augmenté et que l'activité humaine s'est intensifiée, la désertification s'est considérablement aggravée au cours des dernières décennies.
La désertification remonte à des milliers d'années en Afrique, avec des preuves découvertes dans la littérature ancienne et des documents archéologiques. Cependant, l'ampleur et la gravité du problème ont augmenté au cours des dernières décennies en raison d'un mélange de facteurs naturels et humains. La désertification est devenue un problème de plus en plus grave en Afrique au cours du XXe siècle, provoquant une détérioration généralisée de l'environnement et mettant en péril les moyens de subsistance de millions de personnes qui dépendent de la terre pour se nourrir. En réponse, les gouvernements, les groupes non gouvernementaux et les organisations internationales ont mis au point diverses solutions, notamment le reboisement, la conservation des sols et des méthodes de gestion durable des terres.
Au cours du siècle dernier, le désert du Sahara s'est étendu de plus de 7 600 km2 par an et est maintenant 10 % plus grand qu'il ne l'était en 1920. La désertification et la croissance des déserts n'ont pas d'abord été causées principalement par le changement climatique induit par l'homme, comme elles le sont maintenant. Les plus grands déserts du monde ont été générés par des processus naturels qui ont interagi au fil du temps, tels que l'évaporation de l'eau, la montée des vents, la chute d'air chaud et une faible humidité. L'activité humaine, d'autre part, est venue récemment étendre ou réduire ces déserts. Pour mettre les contributions de l'Afrique dans leur contexte, le Sahara s'est rapidement étendu depuis les années 1920, s'étendant sur 10% de territoire en plus qu'auparavant, selon une étude menée par des scientifiques financés par la National Science Foundation (NSF) à l'Université du Maryland (UMD). La sécheresse des années 1980 n'a pas été la première catastrophe d'origine humaine à frapper la région du Sahel. Le désert a été soumis à une longue succession de sécheresses, dont la plus notable a été la sécheresse et la famine sahéliennes de 1968. Elle s'est poursuivie jusqu'en 1985 et a été directement responsable d'environ 100 000 décès et de la perturbation de millions de vies. L'exploitation des ressources humaines (comme le surpâturage et la déforestation) a d'abord été considérée comme la seule cause de la sécheresse. Néanmoins, des changements climatiques à grande échelle peuvent avoir contribué à la sécheresse. Bien qu'il soit la région la plus touchée d'Afrique, le Sahel n'est pas le seul touché par la désertification. Le Karoo en Afrique du Sud, qui a connu des conditions semi-arides au cours des 500 dernières années, la Somalie, qui a connu trois grandes crises de sécheresse au cours de la seule dernière décennie, et l'Éthiopie, qui a vu 75 % de ses terres touchées par la désertification et une grande famine entre 1983 et 1985,.

## Causes
La désertification en Afrique est causée à la fois par des forces naturelles et artificielles. Le changement climatique, qui a entraîné une aridité accrue et une diminution des précipitations dans de nombreuses régions, et l'érosion des sols, qui se produit naturellement mais peut être exacerbée par l'activité humaine, sont les principaux éléments naturels qui conduisent à la désertification. La désertification en Afrique est exacerbée par des facteurs humains tels que la déforestation, le surpâturage et des méthodes agricoles non durables telles que la monoculture et l'utilisation excessive d'engrais chimiques. Par exemple, la déforestation réduit la quantité de plantes qui peuvent ancrer le sol et le protéger de l'érosion, tandis que le surpâturage épuise la végétation et expose le sol à l'érosion et à la dégradation. De mauvaises techniques de gestion des terres, telles que la rotation des cultures, l'utilisation de machines lourdes qui compactent le sol et des méthodes de gestion de l'eau non durables, contribuent toutes à la désertification. L'exploration minière et pétrolière peut également contribuer à la désertification en perturbant les écosystèmes naturels et en réduisant la qualité des sols. L'expansion démographique et la pauvreté peuvent exacerber la situation en augmentant la demande de ressources et en entraînant des pratiques d'utilisation des terres non durables. Toutes ces causes ont contribué à la dégradation des sols fertiles, menaçant gravement les moyens de subsistance de millions d'Africains qui dépendent de la terre pour leur subsistance.

## Zones affectées
La région du Sahel, qui comprend le Sénégal, la Mauritanie, le Mali, le Niger, le Tchad, le Soudan et l'Érythrée, a été en proie à de fréquentes sécheresses, au surpâturage et à la déforestation, entraînant la détérioration des sols et la désertification. Les sécheresses à long terme et l'exploitation des ressources naturelles ont tourmenté la Corne de l'Afrique, qui comprend la Somalie, l'Éthiopie et le Kenya. La dégradation des terres s'est produite en Afrique australe, notamment au Zimbabwe, au Botswana, en Namibie et en Afrique du Sud, en raison de techniques agricoles non durables, du surpâturage et de la déforestation. La désertification a également touché l'Afrique du Nord, qui comprend l'Égypte, la Libye, l'Algérie, la Tunisie et le Maroc, en raison du changement climatique, du surpâturage et des pratiques agricoles non durables. Les pénuries de nourriture et d'eau, les déplacements de population et la perte de biodiversité sont autant de répercussions de la désertification dans ces endroits, soulignant le besoin critique de pratiques d'utilisation durable des terres et d'initiatives de conservation de l'environnement dans toute l'Afrique.

## Agriculture
La désertification affecte environ 45 % de la superficie terrestre de l'Afrique, dont 55 % présentent un risque élevé ou extrêmement élevé de dégradation future. Le changement climatique et la désertification ont un impact significatif sur la sécurité alimentaire par leurs effets sur la productivité agricole. Il existe des données substantielles indiquant les effets négatifs du changement climatique et de la désertification non seulement sur les rendements des cultures, mais aussi sur la productivité agricole et les pertes de revenus dans les zones arides. Les prévisions pour l'Afrique subsaharienne indiquent que la hausse des températures, une augmentation du nombre de vagues de chaleur et une aridité accrue auront un impact sur les systèmes agricoles pluviaux. Le changement climatique réduirait les rendements moyens de 11 principales cultures mondiales - mil, pois sec, betterave à sucre, patate douce, blé, riz, maïs, soja, arachide, tournesol et colza - de 15 % en Afrique subsaharienne et de 11 % en le Moyen-Orient et l'Afrique du Nord d'ici 2050 si la fertilisation carbonée n'est pas utilisée. La désertification a réduit la production et les revenus agricoles tout en contribuant à la perte de biodiversité dans de nombreuses régions arides. Il devrait également réduire la production agricole et animale, modifier la composition des espèces végétales et réduire la diversité biologique dans toutes les zones arides. La production agricole en Afrique subsaharienne, en particulier, pourrait être réduite de 17 à 22 % d'ici 2050 en raison du changement climatique. En 2017, environ 821 millions de personnes dans le monde étaient en situation d'insécurité alimentaire, l'Afrique représentant 31 %. L'Afrique subsaharienne, notamment l'Afrique de l'Est, avait la plus grande proportion de personnes sous-alimentées au monde en 2017, avec 28,8 % et 31,4 %, respectivement. La surveillance à long terme en Afrique du Nord (1978-2014) a révélé la disparition d'importantes espèces de plantes pérennes en raison de la sécheresse et de la désertification, telles que Stipa tenacissima et Artemisia herba alba.

## Impact economique

Grande carte du mur végétalisé

La désertification a des conséquences économiques considérables en Afrique, en particulier là où l'agriculture et l'utilisation des ressources naturelles sont les principales sources de revenus. La désertification réduit les rendements des cultures, provoque des pénuries alimentaires et accroît la pauvreté des populations touchées en détruisant les terres fertiles et les réserves d'eau. Les personnes déplacées en raison de la désertification peuvent entraîner une concurrence accrue pour des ressources rares et des conflits, aggravant les problèmes économiques. Les effets néfastes de la désertification sur les écosystèmes et la biodiversité peuvent avoir des conséquences considérables pour des industries telles que le tourisme et l'écotourisme, qui dépendent d'écosystèmes sains pour attirer les touristes. La désertification a d'énormes ramifications économiques en Afrique, nécessitant des efforts persistants pour minimiser les effets de la désertification grâce à des pratiques d'utilisation durable des terres, à la conservation et à la restauration des terres dégradées.

## Lutte contre la désertification
La région du Sahel étant la plus vulnérable et largement touchée par la désertification, un projet appelé « Grande Muraille Verte » a été lancé en 2007 pour le Sahara et le Sahel. Son noble objectif est de créer une merveille naturelle de 8 000 kilomètres sur toute la largeur de l'Afrique afin d'augmenter la quantité de terres fertiles bordant le désert du Sahara. Le principe est que planter plus d'arbres aidera à prévenir la désertification, à créer des emplois, à améliorer la sécurité alimentaire et à ramener les Africains déplacés chez eux.